# Liste der Straßennamen von Kammeltal
Die Liste der Straßennamen von Kammeltal listet alle Straßennamen der Ortsteile der Gemeinde Kammeltal auf; Ortsteile: Ettenbeuren, Behlingen, Egenhofen, Goldbach, Grünhöfe, Hammerstetten, Hartberg, Kleinbeuren, Keuschlingen, Reifertsweiler, Ried, Unterrohr, Waldheim und Wettenhausen;

## Liste geordnet nach den Orten
In dieser Liste werden die Straßennamen den einzelnen Orten zugeordnet und kurz erklärt.

### Ettenbeuren
| Straßenname           | |
| --------------------- | --- |
| Am Krähenbach         | benannt nach dem durch Ettenbeuren fließenden Krähenbach                                                    |
| Am Sandberg           | benannt nach dem nordöstlich des Ortes gelegenen Sandberg                                                   |
| Am Schloßberg         | benannt nach dem östlich des Ortes gelegenen Schlossberg                                                    |
| Amselweg              | benannt nach der Vogelart Amsel                                                                             |
| Birkenweg             | benannt nach den Baumarten der Birken                                                                       |
| Blumenstraße          | |
| Buchenweg             | benannt nach der Baumart Buche                                                                              |
| Burgauer Straße       | benannt nach der Stadt Burgau, in die die Verlängerung der Straße führt (Staatsstraße St 2024)              |
| Finkenweg             | benannt nach den Vogelarten der Finken                                                                      |
| Frühlingstraße        | benannt nach dem Frühling                                                                                   |
| Gartenstraße          | |
| Goldbacher Weg        | benannt nach dem Dorf Goldbach, in das die Verlängerung des Weges führt                                     |
| Ichenhauser Straße    | benannt nach der Stadt Ichenhausen, in die die Verlängerung der Straße führt (Staatsstraße 2023)            |
| Josefa-Jäger-Weg      | benannt nach der Lehrerin Josefa Jäger.                                                                     |
| Kirchenweg            | führt zur Ettenbeurer Kirchenstraße                                                                         |
| Kleingartenweg        | |
| Krumbacher Straße     | benannt nach der Stadt Krumbach (Schwaben), in die die Verlängerung der Straße führt (Staatsstraße St 2024) |
| Lärchenweg            | benannt nach der Baumart Lärche                                                                             |
| Ludwig-Mändle-Weg     | |
| Maienweg              | benannt nach dem Monat Mai                                                                                  |
| Märzenweg             | benannt nach dem Monat März                                                                                 |
| Ottilie-Dirr-Straße   | |
| Pater-Josef-Weg       | |
| Pfarrer-Küble-Weg     | benannt nach Pfarrer Küble.                                                                                 |
| Postweg               | benannt nach der ehemaligen Ettenbeurer Poststelle                                                          |
| Riedweg               | benannt nach den Niedermoorflächen (Ried) im Kammeltal                                                      |
| Ringstraße            | |
| Ritter-von-Roth-Platz | benannt nach den Rittern von Roth                                                                           |
| Schönenberger Straße  | benannt nach dem Dorf Schönenberg, in das die Verlängerung der Straße führt (Kreisstraße GZ 25)             |
| Schwalbenweg          | benannt nach den Vogelarten der Schwalben                                                                   |
| Schwanenweg           | benannt nach den Vogelarten der Schwäne                                                                     |
| Sonnenstraße          | benannt nach der Sonne                                                                                      |
| Starenweg             | benannt nach der Vogelart Star                                                                              |
| Storchenweg           | benannt nach den Vogelarten der Störche                                                                     |
| Tannenweg             | benannt nach der Baumgattung Tannen                                                                         |
| Tulpenweg             | benannt nach den Blumen                                                                                     |
| Zum Sportplatz        | führt zum Ettenbeurer Sportplatz                                                                            |

### Behlingen
| Straßenname            | |
| ---------------------- | --- |
| Brunnenstraße          | führt zu dem Trinkwasserbrunnen von Behlingen                                                                               |
| Grüner Weg             | Hinweis auf Flurname |
| Hans-Götz-Straße       | Kirchenpfleger um 1499 bei Erweiterung Chorraum der Kirche                                                                  |
| Keuschlinger Straße    | benannt nach dem Nachbardorf Keuschlingen, in das die Verlängerung dieser Straße führt                                      |
| Krippenweg             | führt zu Anwesen zu Krippenschnitzer Rudolph                                                                                |
| Kronbergstraße         | benannt nach dem Flurnamen (Kreisstraße GZ 1)                                                                               |
| Ludwig-Maier-Straße    | benannt nach dem Behlinger Hauptlehrer Ludwig Maier von Loppenhausen, früher wohnhaft in der Lehrerwohnung Kronbergstr. 11  |
| Max-Schmid-Straße      | Früherer Bürgermeister von 1937 bis 1967                                                                                    |
| Pfarrer-Kempter-Straße | benannt nach dem Hochwürden Herrn Geistlichen Rat Georg Kempter aus Wörleschwang, 40 Jahre Pfarrer in Behlingen, gest. 1993 |
| Raiffeisenstraße       | Hinweis auf früheres Gebäude der Raiffeisenbank                                                                             |
| Rieder Straße          | benannt nach dem Nachbardorf Ried, in das die Verlängerung dieser Straße führt (Kreisstraße GZ 1)                           |
| Sebastiansweg          | benannt nach dem Hl. Sebastian                                                                                              |
| Stefanstraße           | benannt nach dem Hl. Stephanus, dem Patron der Kirche von Behlingen                                                         |
| Unterrohrer Straße     | benannt nach dem Nachbardorf Unterrohr, in das die Verlängerung des Weges führt                                             |
| Vöhlinweg              | benannt nach der Patrizierfamilie Vöhlin                                                                                    |
| Weberstraße            | Hinweis auf früheren Nebenerwerb                                                                                            |
| Zur Reute              | benannt nach dem Flurnamen (Reute bedeutet Rodung)                                                                          |
| Zur Säge               | benannt nach der Säge bzw. dem Wasserkraftwerk an der Kammel zwischen Behlingen und Ried                                    |
| Zur Steige             | Flurname |

### Egenhofen
| Straßenname        |                                                                                        |
| ------------------ | -------------------------------------------------------------------------------------- |
| Auenweg            | benannt nach der Auenlandschaft entlang der Kammel                                     |
| Brühlweg           | benannt nach den feuchten Wiesen im Kammeltal (Brühl bedeutet feuchte, sumpfige Wiese) |
| Dorfstraße         | Hauptstraße des Dorfes                                                                 |
| Egenhofener Straße | führt nach Unterrohr                                                                   |
| Josef-Saur-Weg     |                                                                                        |
| Kaiserweg          |                                                                                        |
| Kapellenweg        | benannt nach der Egenhofener Kirche                                                    |
| Kellerbergweg      | benannt nach                                                                           |
| Kirchweg           | führt nach Ettenbeuren zur Ettenbeurer Kirche                                          |
| Zum Oberdorf       | Straße im Südteil des Ortes                                                            |

### Goldbach
| Straßenname           |                                                                                                |
| --------------------- | ---------------------------------------------------------------------------------------------- |
| Am Lohberg            | benannt nach dem nordwestlich des Ortes gelegenen Lohbergs                                     |
| Am Mitterfeld         | benannt nach dem Flurnamen                                                                     |
| Goethestraße          | benannt nach Johann Wolfgang von Goethe                                                        |
| Hölderlinstraße       | benannt nach Friedrich Hölderlin                                                               |
| Jettinger Straße      | benannt nach dem Markt Jettingen, in das die Verlängerung der Straße führt (Kreisstraße GZ 17) |
| Max-Remmele-Straße    |                                                                                                |
| Sankt-Wendelin-Straße | benannt nach dem Hl. Wendelin, dem Patron der Goldbacher Kapelle                               |
| Scheibenbergweg       | benannt nach dem Flurnamen                                                                     |
| Schillerstraße        | benannt nach Friedrich Schiller                                                                |
| Zur Halde             | benannt nach dem Ort, an dem in früherer Zeit der Abfall des Dorfes entsorgt wurde             |

### Grünhöfe
| Straßenname |                              |
| ----------- | ---------------------------- |
| Grünhöfe    | Häuser haben nur Hausnummern |

### Hammerstetten
| Straßenname                   | |
| ----------------------------- | --- |
| Johann-Baptist-Enderle-Straße | benannt nach Johann Baptist Enderle, einem Maler und Freskanten der Zeit des Rokoko, der unter anderem an der Ausgestaltung der Hammerstetter Kirche beteiligt war |
| Nußlacher Weg                 | benannt nach dem Weiler Nußlachhof, in dessen Richtung die Verlängerung der Straße führt                                                                           |
| Mühlweg                       | benannt nach der Hammerstetter Mühle |
| Siedlungsweg                  | |
| Stubenweiher Weg              | benannt nach dem westlich des Dorfes gelegenen Stubenweiher |
| Wettenhauser Straße           | benannt nach dem Nachbardorf Wettenhausen, in das die Verlängerung der Straße führt (Kreisstraße GZ 15)                                                            |

### Hartberg
| Straßenname       |                                                                                                |
| ----------------- | ---------------------------------------------------------------------------------------------- |
| Bergstraße        | benannt nach dem Hang, an dem das Dorf liegt                                                   |
| Hartberger Straße | Hauptstraße des Dorfes                                                                         |
| Jettinger Straße  | benannt nach dem Markt Jettingen, in das die Verlängerung der Straße führt (Kreisstraße GZ 17) |
| Zur Klause        |                                                                                                |
| Zur Wasserreserve | führt zur Wasserreserve von Hartberg und Goldbach                                              |

### Kleinbeuren
| Straßenname         | |
| ------------------- | -------------------------------------------------------------------------------------------------- |
| Ettenbeurer Straße  | benannt nach dem Dorf Ettenbeuren, in das die Verlängerung der Straße führt (Staatsstraße St 2024) |
| Klosterweg          | benannt nach dem Kloster Wettenhausen, zu dem die Verlängerung des Weges führt                     |
| Sankt-Ottmar-Straße | benannt nach dem Hl. Ottmar, dem Patron der Kapelle von Kleinbeuren                                |
| Sportplatzweg       | führt zum Sportplatz von Kleinbeuren                                                               |
| Wettenhauser Weg    | benannt nach dem Dorf Wettenhausen, in das die Verlängerung des Weges führt                        |
| Zur Schießstatt     | |

### Keuschlingen
| Straßenname         |                       |
| ------------------- | --------------------- |
| Keuschlinger Straße | Hauptstraße des Ortes |

### Reifertsweiler
| Straßenname    |                              |
| -------------- | ---------------------------- |
| Reifertsweiler | Häuser haben nur Hausnummern |

### Ried
| Straßenname       | |
| ----------------- | --- |
| Am Bühl           | benannt nach dem Hügel Hundsbühl östlich von Ried                                                      |
| Anton-Thoma-Weg   | |
| Behlinger Straße  | benannt nach dem Nachbardorf Behlingen, in das die Verlängerung dieser Straße führt (Kreisstraße GZ 1) |
| Hauptstraße       | Hauptstraße des Dorfes (Staatsstraße St 2024)                                                          |
| Hinter den Gärten | benannt nach den Gärten, die sich hier in früherer Zeit befanden                                       |
| Kemnater Straße   | benannt nach dem Dorf Kemnat, in das die Verlängerung dieser Straße führt (Kreisstraße GZ 1)           |
| Postgasse         | benannt nach der ehemaligen Poststelle in Ried                                                         |
| Wiesenweg         | benannt nach den Wiesen im Kammeltal                                                                   |

### Unterrohr
| Straßenname           |                                                                                     |
| --------------------- | ----------------------------------------------------------------------------------- |
| Egenhofener Straße    | benannt nach dem Nachbardorf Egenhofen, in das die Verlängerung dieser Straße führt |
| Fischerstraße         |                                                                                     |
| Käserweg              | benannt nach der ehemaligen Käserei von Unterrohr                                   |
| Maria-Hilf-Weg        | benannt nach der Maria-Hilf-Kapelle in Unterrohr                                    |
| Ortsstraße            | Hauptstraße des Ortes                                                               |
| Rohrer Berg           | benannt nach dem Rohrer Berg südöstlich des Dorfes                                  |
| Sankt-Wolfgang-Straße | benannt nach dem Hl. Wolfgang, dem Patron der Kirche von Unterrohr                  |
| Zum Schlößle          | benannt nach dem 1816 abgegangenen Schloss von Unterrohr                            |
| Zum Kraftwerk         | benannt nach dem Wasserkraftwerk an der Kammel bei Unterrohr                        |

### Waldheim
| Straßenname     |                                                                                              |
| --------------- | -------------------------------------------------------------------------------------------- |
| Kemnater Straße | benannt nach dem Dorf Kemnat, in das die Verlängerung dieser Straße führt (Kreisstraße GZ 1) |

### Wettenhausen
| Straßenname             | |
| ----------------------- | --- |
| An der Hab              | |
| An der Richtstatt       | |
| Angerweg                | benannt nach dem ehemaligen Dorfanger |
| Dossenberger Straße     | benannt nach dem Barockbaumeister Joseph Dossenberger, der in Wettenhausen lebte (Kreisstraße GZ 17)                                                    |
| Forststraße             | benannt nach dem ehemaligen Forsthaus, das in dieser Straße stand                                                                                       |
| Hammerstetter Straße    | benannt nach dem Nachbardorf von Wettenhausen, Hammerstetten, in das die Verlängerung der Straße führt (Kreisstraße GZ 15)                              |
| Kammelweg               | benannt nach der Kammel, die an Wettenhausen vorbeifließt                                                                                               |
| Kleinbeurer Weg         | benannt nach dem Nachbardorf von Wettenhausen, Kleinbeuren, in das die Verlängerung der Straße führt                                                    |
| Kurt-Benesch-Weg        | |
| Martin-Schaffner-Straße | benannt nach dem Renaissancemaler und -bildschnitzer Martin Schaffner, der der Ulmer Schule zugerechnet wird                                            |
| Pfarrer-Mayr-Straße     | |
| Pfarrer-Vogg-Straße     | |
| Sankt-Augustinus-Weg    | benannt nach dem Kirchenvater Augustinus |
| Sankt-Dominikus-Straße  | benannt nach Dominikus; das Kloster Wettenhausen ist ein Dominikanerinnenkloster                                                                        |
| Sankt-Thomas-Weg        | benannt nach Thomas von Aquin |
| Schulstraße             | benannt nach der Wettenhauser Schule |
| Schwester-Aquinata-Weg  | |
| Von-Rehlingen-Straße    | benannt nach der Augsburger Patrizierfamilie von Rehlingen                                                                                              |
| Von-Roggenstein-Straße  | benannt nach den Grafen von Roggenstein; die urkundlich nicht nachweisbare Gräfin Gertrud von Roggenstein soll das Kloster Wettenhausen gegründet haben |
| Ziegeleiweg             | benannt nach der ehemaligen Ziegelei, die sich südwestlich von Wettenhausen befand                                                                      |
| Zum Kalvarienberg       | benannt nach dem Kalvarienberg südwestlich von Wettenhausen                                                                                             |

## Alphabetische Liste
In Klammern ist der Ort angegeben, in dem die Straße ist.
| - Am Bühl (Ried) - Am Krähenbach (Ettenbeuren) - Am Lohberg (Goldbach) - Am Mitterfeld (Goldbach) - Am Sandberg (Ettenbeuren) - Am Schloßberg (Ettenbeuren) - Amselweg (Ettenbeuren) - An der Hab (Wettenhausen) - An der Richtstatt (Wettenhausen) - Angerweg (Wettenhausen) - Anton-Thoma-Weg (Ried) - Auenweg (Egenhofen) - Behlinger Straße (Ried) - Bergstraße (Hartberg) - Birkenweg (Ettenbeuren) - Blumenstraße (Ettenbeuren) - Brunnenstraße (Behlingen) - Brühlweg (Egenhofen) - Buchenweg (Ettenbeuren) - Burgauer Straße (Ettenbeuren) - Dorfstraße (Egenhofen) - Dossenberger Straße (Wettenhausen) - Egenhofener Straße (Egenhofen) - Egenhofener Straße (Unterrohr) - Ettenbeurer Straße (Kleinbeuren) - Finkenweg (Ettenbeuren) - Fischerstraße (Unterrohr) - Forststraße (Wettenhausen) - Frühlingstraße (Ettenbeuren) - Gartenstraße (Ettenbeuren) - Goethestraße (Goldbach) - Goldbacher Weg (Ettenbeuren) - Grüner Weg (Behlingen) - Grünhöfe (Grünhöfe) - Hammerstetter Straße (Wettenhausen) - Hans-Götz-Straße (Behlingen) - Hartberger Straße (Hartberg) - Hauptstraße (Ried) - Hinter den Gärten (Ried) - Hölderlinstraße (Goldbach) - Ichenhauser Straße (Ettenbeuren) - Jettinger Straße (Goldbach) - Jettinger Straße (Hartberg) - Johann-Baptist-Enderle-Straße (Hammerstetten) - Josef-Saur-Weg (Egenhofen) - Josefa-Jäger-Weg (Ettenbeuren) - Kaiserweg (Egenhofen) - Kammelweg (Wettenhausen) - Kapellenweg (Egenhofen) - Käserweg (Unterrohr) - Kellerbergweg (Egenhofen) - Kemnater Straße (Ried) - Kemnater Straße (Waldheim) - Keuschlinger Straße (Behlingen) - Keuschlinger Straße (Keuschlingen) - Kirchenweg (Ettenbeuren) - Kirchweg (Egenhofen) - Kleinbeurer Weg (Wettenhausen) - Kleingartenweg (Ettenbeuren) - Klosterweg (Kleinbeuren) - Krippenweg (Behlingen) - Kronbergstraße (Behlingen) - Krumbacher Straße (Ettenbeuren) - Kurt-Benesch-Weg (Wettenhausen) - Lärchenweg (Ettenbeuren) - Ludwig-Maier-Straße (Behlingen) - Ludwig-Mändle-Weg (Ettenbeuren) | - Maienweg (Ettenbeuren) - Maria-Hilf-Weg (Unterrohr) - Martin-Schaffner-Straße (Wettenhausen) - Märzenweg (Ettenbeuren) - Max-Remmele-Straße (Goldbach) - Max-Schmid-Straße (Behlingen) - Mühlweg (Hammerstetten) - Nußlacher Weg (Hammerstetten) - Ortsstraße (Unterrohr) - Ottilie-Dirr-Straße (Ettenbeuren) - Pater-Josef-Weg (Ettenbeuren) - Pfarrer-Küble-Weg (Ettenbeuren) - Pfarrer-Kempter-Straße (Behlingen) - Pfarrer-Mayr-Straße (Wettenhausen) - Pfarrer-Vogg-Straße (Wettenhausen) - Postgasse (Ried) - Postweg (Ettenbeuren) - Raiffeisenstraße (Behlingen) - Reifertsweiler (Reifertsweiler) - Rieder Straße (Behlingen) - Riedweg (Ettenbeuren) - Ringstraße (Ettenbeuren) - Ritter-von-Roth-Platz (Ettenbeuren) - Rohrer Berg (Unterrohr) - Sankt-Augustinus-Weg (Wettenhausen) - Sankt-Dominikus-Straße (Wettenhausen) - Sankt-Ottmar-Straße (Kleinbeuren) - Sankt-Thomas-Weg (Wettenhausen) - Sankt-Wendelin-Straße (Goldbach) - Sankt-Wolfgang-Straße (Unterrohr) - Scheibenbergweg (Goldbach) - Schillerstraße (Goldbach) - Schönenberger Straße (Ettenbeuren) - Schulstraße (Wettenhausen) - Schwalbenweg (Ettenbeuren) - Schwanenweg (Ettenbeuren) - Schwester-Aquinata-Weg (Wettenhausen) - Sebastiansweg (Behlingen) - Siedlungsweg (Hammerstetten) - Sonnenstraße (Ettenbeuren) - Sportplatzweg (Kleinbeuren) - Starenweg (Ettenbeuren) - Stefanstraße (Behlingen) - Storchenweg (Ettenbeuren) - Stubenweiher-Weg (Hammerstetten) - Tannenweg (Ettenbeuren) - Tulpenweg (Ettenbeuren) - Unterrohrer Straße (Behlingen) - Vöhlinweg (Behlingen) - Von-Rehlingen-Straße (Wettenhausen) - Von-Roggenstein-Straße (Wettenhausen) - Weberstraße (Behlingen) - Wettenhauser Straße (Hammerstetten) - Wettenhauser Weg (Kleinbeuren) - Wiesenweg (Ried) - Ziegeleiweg (Wettenhausen) - Zum Kalvarienberg (Wettenhausen) - Zum Kraftwerk (Unterrohr) - Zum Oberdorf (Egenhofen) - Zum Schlößle (Unterrohr) - Zum Sportplatz (Ettenbeuren) - Zur Halde (Goldbach) - Zur Klause (Hartberg) - Zur Reute (Behlingen) - Zur Säge (Behlingen) - Zur Schießstatt (Kleinbeuren) - Zur Steige (Behlingen) - Zur Wasserreserve (Hartberg) |

| ↑ Zurück zum Inhaltsverzeichnis |